# Нав'язливі ритми
«Нав'язливі ритми» — фільм 2013 року.

## Зміст
Марго відмовилася від блискучої музичної кар'єри заради відносин з Фуріо, і тепер намагається зберегти те, що залишилося від їхнього колишнього кохання. Одночасно з цим її коханий Фуріо намагається закінчити реставрацію старовинного палацу, але завдання виявляється нездійсненним через нескінченні перепони, що виникають на його шляху.